# Öster-Rudtjärnen
Öster-Rudtjärnen är en sjö i Ljusdals kommun i Hälsingland och ingår i Ljusnans huvudavrinningsområde.